# Diego Pablo Sevilla
Diego Pablo Sevilla López, nascido a 4 de março de 1996 em San Martín de la Vega, é um ciclista espanhol membro da equipa Kometa Cycling Team. Destacou como amador ganhando o Troféu Prefeitura de Zamora e uma etapa da Volta a Galiza em 2016. Tem sido convocado pela seleccion espanhola sub-23 em várias ocasiões para disputar carreiras como a Liège-Bastogne-Liège sub-23 ou o Tour de Flandres sub-23.

## Palmarés
- Ainda não tem conseguido nenhuma vitória como profissional